# Eric Hoeprich
Eric Hoeprich és un clarinetista, especialitzat en la interpretació del clarinet històric i dels repertoris d'aquest instrument als segles xviii i xix. És professor al Conservatori de París i al de la Haia.

## Biografia
Eric Hoeprich va néixer a Baltimore el 1955. Realitza els seus estudis superiors a la Universitat Harvard i es gradua l'any 1976. A continuació realitza un Màster al Conservatori de la Haia l'any 1982.
Aquell mateix any, participa com a membre fundador en l'Orquestra del segle xviii amb Frans Brüggen, amb la plaça de primer clarinet.
Durant la dècada de 1980 va fundar també dos conjunts de música de cambra per a instruments de vent: el conjunt Nachtmusique i el Trio Stadler, dedicat al repertori de corni di bassetto. Amb aquests conjunts, ha enregistrat repertori de Mozart, Beethoven i Franz Krommer.

Eric Hoeprich també ha acumulat amb el temps una important col·lecció d'un centenar de clarinets antics, ell mateix ha restaurat aquests instruments o bé ha fabricat les còpies que formen la col·lecció. Entre els seus instruments, hi destaca la còpia d'un corno di bassetto d'Anton Stadler, construida pel mateix Hoeprich i amb el qual ha enregistrat, sota la direcció de Hans Bruggen, el Concert per clarinet de Mozart amb el segell Glossa.

## Publicacions
Eric Hoeprich ha col·laborat amb les revistes especialitzades, Early Music, Galpin Society Periòdic, The Clarinet, Tíbia i Scherzo.

## Discografia
Eric Hoeprich ha gravat per als segells Accent, Decca, Deutsche Grammophon, EMI, Erato, Glossa, Harmonia Mundi, Philips, Teldec i Sony.
- Mozart, Concert per a clarinet ; Quintet per a clarinet - Eric Hoeprich, Orquestra del segle xviii, dir. Frans Brüggen (novembre 1985 i maig 1987, Philips 420 242-2)
- Beethoven, Fidelio: versió per a harmonia, Viena, c. 1815 - Nachtmusique ; (2000, Glossa GCD 920606) (OCLC 423660876 OCLC 423660876)
- Mozart, The last concerto, 1791 - Orquestra del segle xviii, dir. Frans Brüggen (juny 1986, març 1998, febrer, novembre i desembre 2001, Glossa GCD 921107) (OCLC 66474063 OCLC 66474063)